# Ma vie comme rivière (livre)
Pour les articles homonymes, voir Ma vie comme rivière.
Ma vie comme rivière est un récit autobiographique en quatre tomes écrit par Simonne Monet-Chartrand.

## Résumé
L'autrice raconte son enfance, sa jeunesse et son engagement politique dans le Bloc populaire canadien et le Rassemblement pour l'indépendance nationale, et féministe dans la Voix des femmes du Canada et la Fédération des femmes. Elle est aussi « mère de sept enfants dans un Québec où c’était encore le rôle de la femme de s’occuper de toutes les tâches domestiques ».
Le quatrième tome couvre une longue période allant de la Révolution tranquille des années 1960 au début des années 1990, passant par le Traité d'interdiction partielle des essais nucléaires de 1963, le 25e anniversaire du droit de vote des femmes au Québec en 1965, l'exposition Terre des Hommes, les mouvements sociaux de 1968 dans le monde, le procès de Lise Balcer ou encore le Parti Rhinocéros.

## Histoire
Simonne Monet-Chartrand commence à écrire ses mémoires en 1978, échelonnant l'écriture jusqu'en 1992, peu avant sa mort en janvier 1993. Elle intègre à ses mémoires de nombreuses archives personnelles à son texte (lettres, journal intime), articles de presse et documents officiels.

## Réception
Le critique des Lettres québécoises retient du premier volume « deux textes empreints d'une verve poétique » et conclut à propos du deuxième : « C'est sans doute un indice de la vérité et de l'efficacité de ce récit autobiographique, que s'y maintiennent irréductiblement un engagement voué à la transformation sociale et une fidélité aux valeurs d'une continuité ».
Pour Radio Canada, cette autobiographie « permet à cette femme éprise de justice de laisser en legs l’exemple de son engagement social et son itinéraire spirituel. Son parcours militant demeure un modèle pour ceux qui cherchent à libérer l’être humain de toute forme d’oppressions ».

## Publication
- Tome 1 : Récit autobiographique, 1919-1942, Montréal, éditions du remue-ménage, 1981, 296 pages  (ISBN 978-2-89091-028-7).
- Tome 2 : Récit autobiographique, 1939-1949, Montréal, éditions du remue-ménage, 1982, 360 pages  (ISBN 978-2-89091-036-2).
- Tome 3 : Récit autobiographique, 1949-1963, Montréal, éditions du remue-ménage, 1988, 341 pages  (ISBN 978-2-89091-075-1).
- Tome 4 : Récit autobiographique, 1963-1992, Montréal, éditions du remue-ménage, 1992, 377 pages  (ISBN 978-2-89091-115-4).